# Ébalo
Ébalo (en griego: Οίβαλος, Oíbalos; de significado discutido) es un personaje de la mitología griega que pertenece a la estirpe lacedemonia. Era rey de Esparta y es recordado especialmente por ser el padre de Tindáreo. Pausanias y Apolodoro ya nos hacen eco de las diferentes versiones que a veces confunden hasta los mitógrafos; esto se debe a que tiene una tradición en Laconia y otra en Mesenia. Ni siquiera hay consenso acerca de su filiación paterna, pues unos dicen que su padre fue Cinortas, otros que fue Árgalo y otros más que fue Perieres. No se cita explícitamente el nombre de su madre.

### Pausanias
Según Pausanias, Ébalo era hijo de Cinortas y hermano de Árgalo. Tras la muerte de su hermano Ébalo heredó el trono de Esparta. Luego el autor relata su matrimonio: «Ébalo tuvo por mujer a Gorgófone, hija de Perseo de Argos, y tuvo un hijo, Tindáreo, con el cual Hipocoonte disputaba el reino». Más tarde añade que no lejos del teatro en Esparta hay un santuario de Poseidón Genetlio y dos heróones, uno de Cleodeo, hijo de Hilo, y otro de Ébalo. Finalmente dice que Afareo se desposó con «Arene, hija de Ébalo, su mujer y al mismo tiempo hermana de la misma madre, pues Gorgófone se había casado con Ébalo».

### Apolodoro
Apolodoro nos dice, en la versión laconia, que Perieres fue padre de Ébalo y de este y la ninfa náyade Batía nacieron Tindáreo, Hipocoonte e Icario. Más adelante se pone de acuerdo con Pausanias y dice que fue padre de Arene, la esposa de Afareo. En otras versiones también se atribuye a Ébalo la paternidad de Jacinto. En la versión mesenia del mito Ébalo es sustituido por Perieres, primer marido de Gorgófone, como hijo de Cinortas, siendo entonces Perieres el padre de Afareo, Leucipo, Tíndaro o Tindáreo e Icario.

## Descendencia
- Arene[7][8]
- Hipocoonte (con Batía)[5]
- Icario (con Batía)[5]
- Jacinto[9]
- Pirene[10]
- Tindáreo (con Gorgófone[3] o Batía[5])